# Campeonato Malaio de Futebol

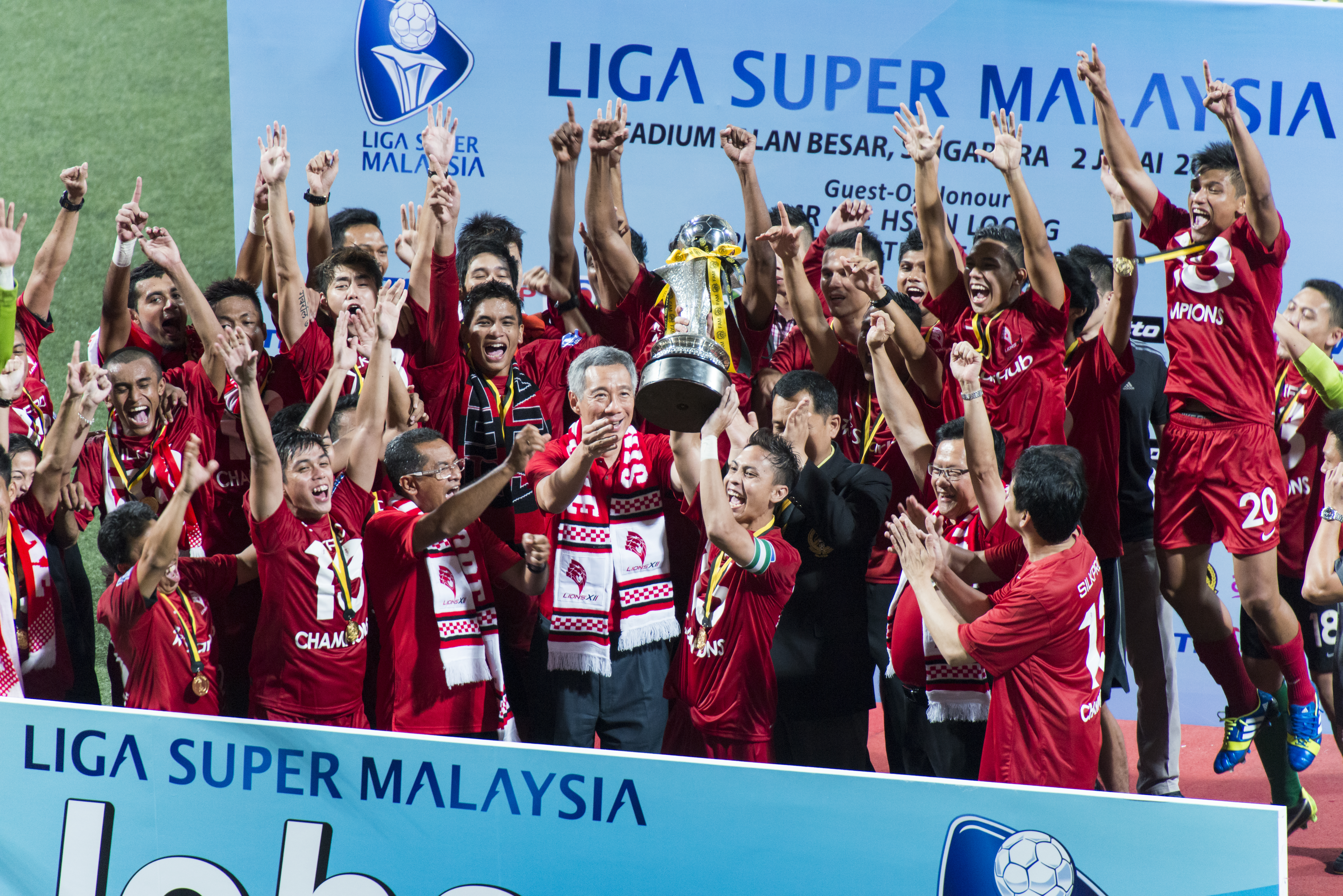
Capitão do LionsXII, Shahril Ishak, recebendo o troféu de 2013 da Super Liga da Malásia, das mãos do Primeiro Ministro de Singapura, Lee Hsien Loong. Estádio Jalan Besar. Singapura.

A TM Super League Malaysia é a divisão principal do futebol nacional da Malásia.